# Alexander City
Alexander City es una ciudad del Condado de Tallapoosa, Alabama, Estados Unidos. En el censo de 2000 la población era de 15 008 habitantes. Según las estimaciones de 2005 de la Oficina del Censo de los Estados Unidos, la ciudad tenía una población de 14 957 habitantes.

## Geografía
Alexander City está situada en 32°55′59″N 85°56′10″O / 32.93306, -85.93611 (32.933157, -85.936008).
Según la Oficina del Censo de los EE. UU., la ciudad tiene un área total de 39,0 millas cuadradas (101,0 km ²), de los cuales, 38,8 millas cuadradas (100,5 km ²) son de tierra y 0,2 millas cuadradas(0,4 km ²) de él (0,44%) es de agua.

## Nativos notables
- Roberta Alison
- Joe Forehand
- Terrell Owens
- Jim Phillips
- George Hardy
- Eltoro Freeman